# 第20親衛自動車化狙撃師団 (ロシア陸軍)
第20親衛自動車化狙撃師団（だい20しんえいじどうしゃかそげきしだん、ロシア語: 20-я гвардейская мотострелковая дивизия）は、ロシア陸軍の師団。第8親衛諸兵科連合軍隷下。
ロシアのウクライナ侵攻では、第8軍の隷下部隊がウクライナ東部攻勢に参加する中、第20師団だけは別行動となりウクライナ南部攻勢に参加した。

## 概要

### 第二次世界大戦
1942年5月2日、第二次世界大戦の影響に伴い、赤軍第8戦車軍団としてロシア・ソビエト連邦社会主義共和国モスクワで創設された。
1942年7月から独ソ戦に投入され、9月に第3機械化軍団に改編された。ロシア・ソビエト連邦社会主義共和国、ウクライナ・ソビエト社会主義共和国、ポーランド、ドイツを転戦して枢軸国に勝利し、赤旗勲章、2等スヴォーロフ勲章、名誉称号「親衛隊」、「カルパチア」、「ベルリン」を授与され、第8親衛機械化軍団に改称された。
1945年7月、ドイツに移駐し、部隊縮小に伴い、第8親衛機械化師団に改編された。

### 冷戦期

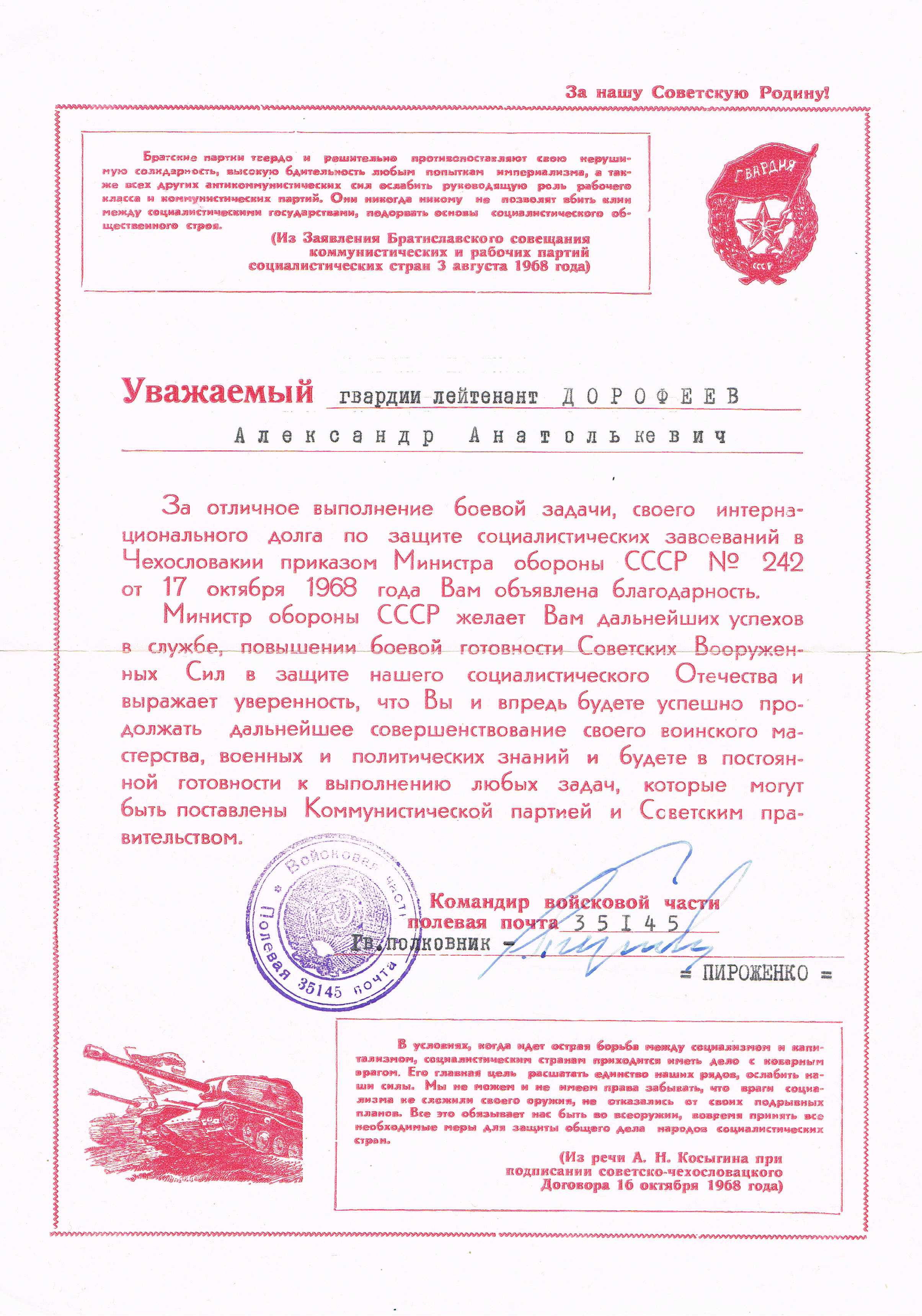
プラハの春感謝状

1957年5月、歩兵部隊化に伴い、第20親衛自動車化狙撃師団に改編された。
1968年8月、プラハの春に投入された。

### ロシア陸軍

第20独立親衛自動車化狙撃旅団章

1992年5月、ソビエト連邦の崩壊とロシアの独立で創設されたロシア陸軍に編入した。
1993年6月、ヴォルゴグラード州に移駐した。
1994年12月から、第一次チェチェン紛争、第二次チェチェン紛争に投入された。
2009年、部隊縮小に伴い、第20独立親衛自動車化狙撃旅団に改編された。
2021年4月、部隊増強に伴い、第20親衛自動車化狙撃師団に改編された。

### ロシアのウクライナ侵攻

#### 南部・ムィコラーイウ戦線
2022年2月24日、ロシアのウクライナ侵攻でクリミア共和国に配備され、南部ムィコラーイウ州ムィコラーイウ地区で攻勢を開始したが、ウクライナ軍の防御が強固で第20師団が南から正面攻撃を継続し、第49諸兵科連合軍隷下の第34独立山岳狙撃旅団、第205独立自動車化狙撃旅団が迂回して北からムィコラーイウ包囲を試みたがボズネセンスク方面で撃退され、第20師団も第33自動車化狙撃連隊のユーリ・アガルコフ連隊長、ロマン・クズネツォフ大隊長が戦死して撃退された。

#### 南部・ヘルソン戦線
2022年7月、南部ヘルソン州ヘルソン地区に配備されていたが、ウクライナ軍のHIMARS攻撃で野戦司令部が破壊され、アレクセイ・ゴロベツ師団長、オレクシー・アヴラムチェンコ副師団長、カナト・ムカトフ副師団長、セルゲイ・ケンス参謀長、第944親衛自走砲連隊のニコライ・コルネリュク連隊長が戦死して師団司令部が全滅した。夏までに団員の4分の1が戦死した。11月にウクライナ軍の攻勢でダヴィディウ・ブリド、ベリスラウ、ヘルソンを解放されてドニエプル川西岸から撤退した。
撤退後は連戦で損害が大きかったため、兵員を9月に動員された動員兵で充足して再編された。

#### 東部・バフムート戦線
2023年2月、激戦地の東部ドネツィク州バフムート地区に再配置され、戦略予備からソレダル方面を防御した。

#### 東部・アウディーイウカ戦線
2023年10月、東部ドネツィク州ポクロウシク地区に再配置され、第150自動車化狙撃師団と共に攻勢を開始し、12月にマリンカを占領した。
2024年1月、第242親衛自動車化狙撃連隊が新編された。
2024年4月、団員1,010人（将校を含む職業軍人858人、動員兵152人）が脱走兵になったため、ヴォルゴグラード州当局が捜査を開始した。

## ギャラリー

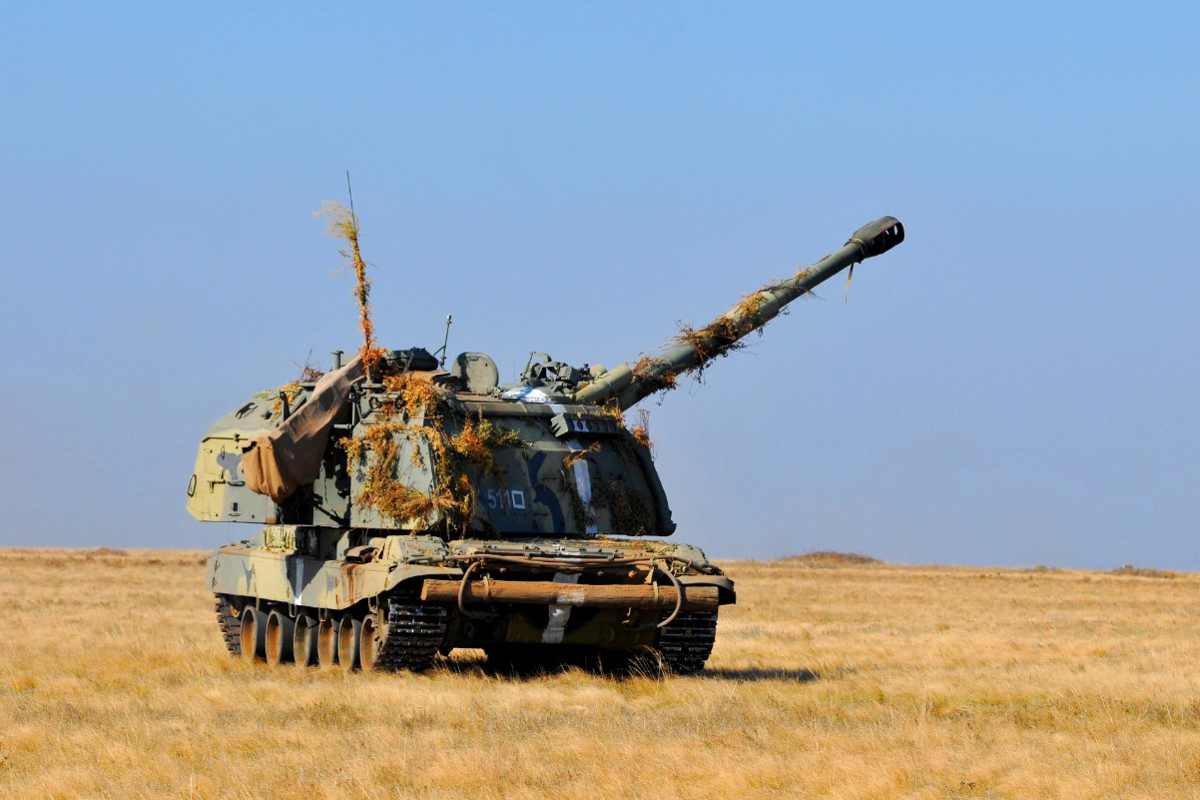
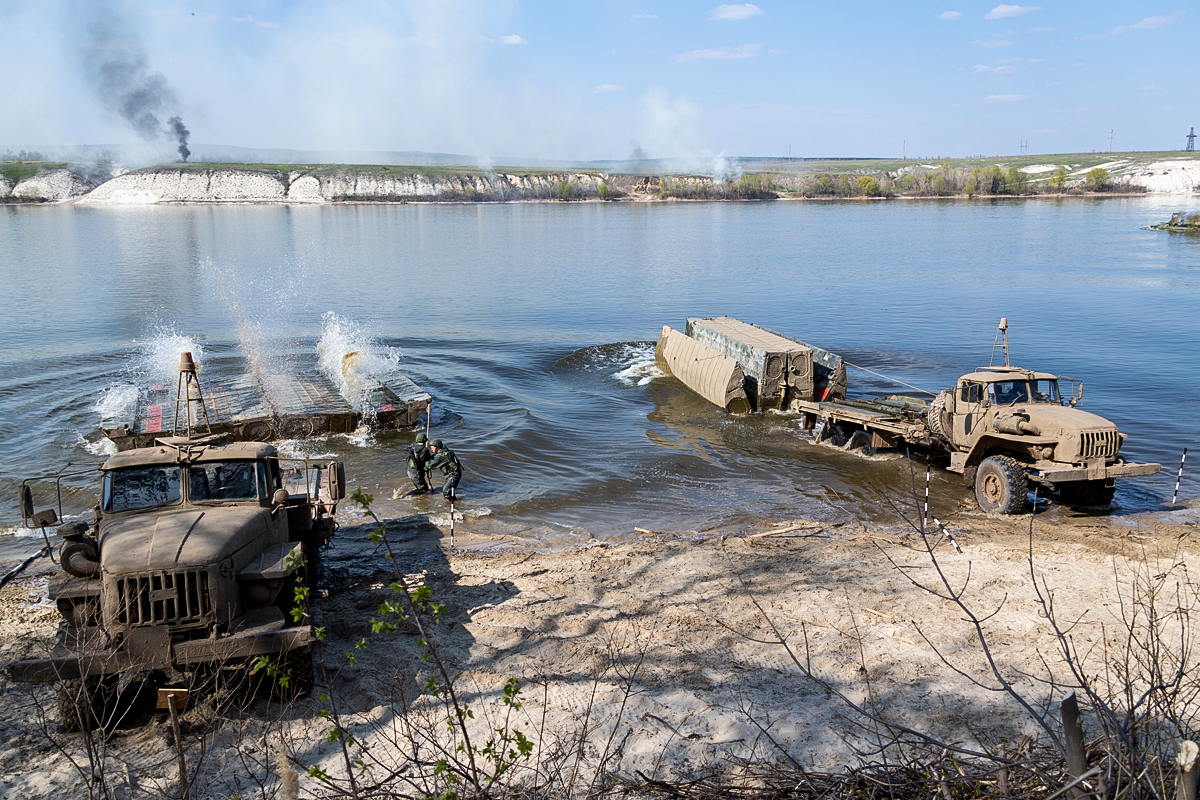
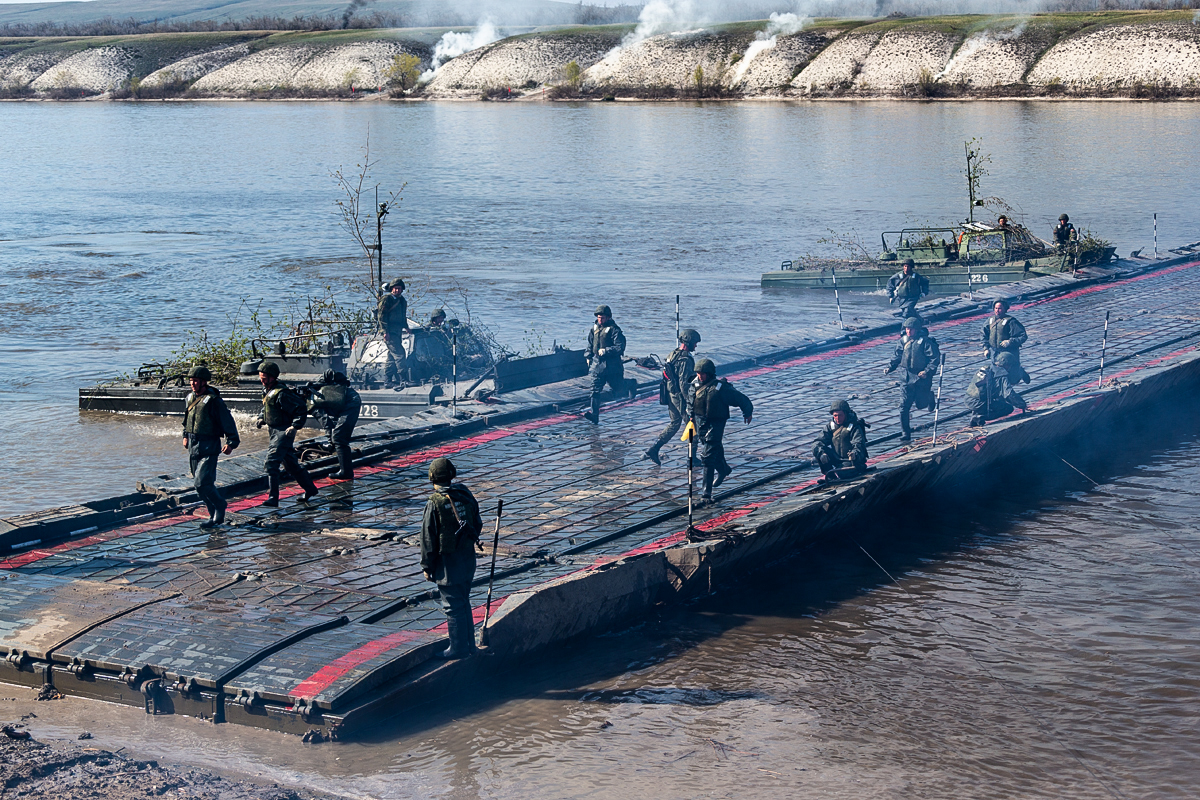
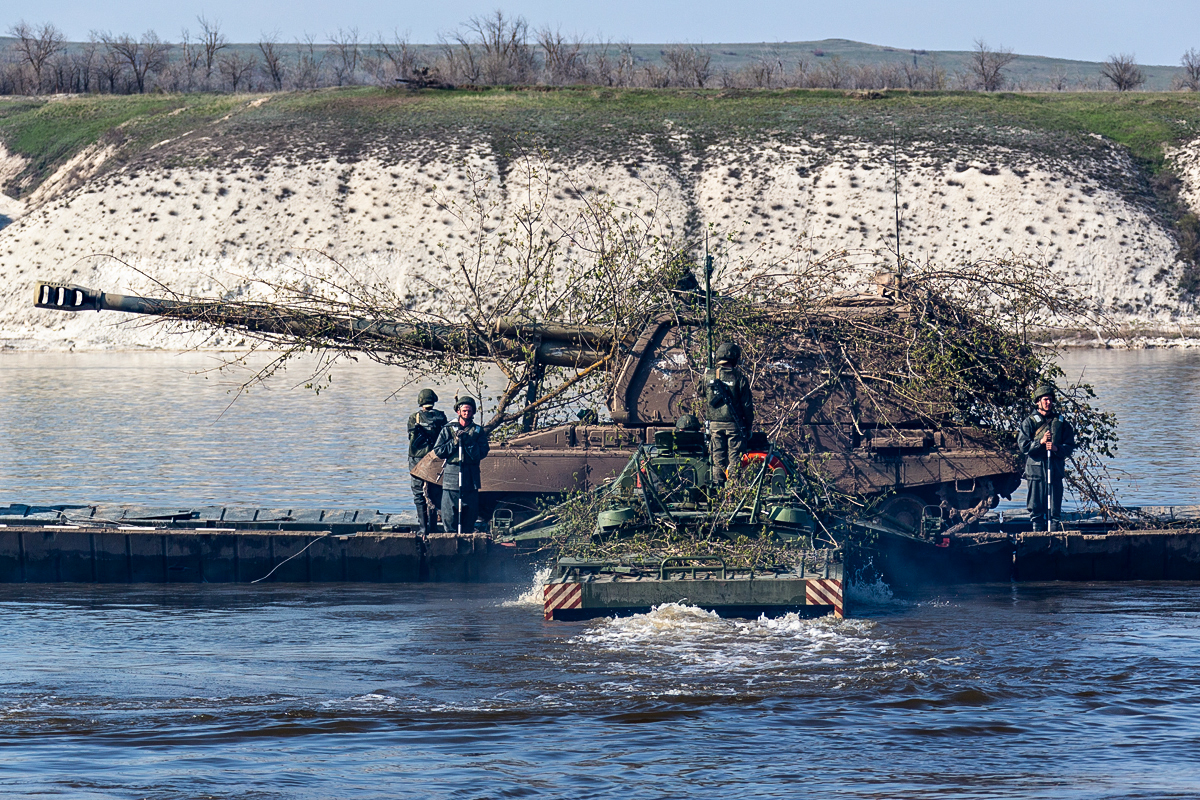
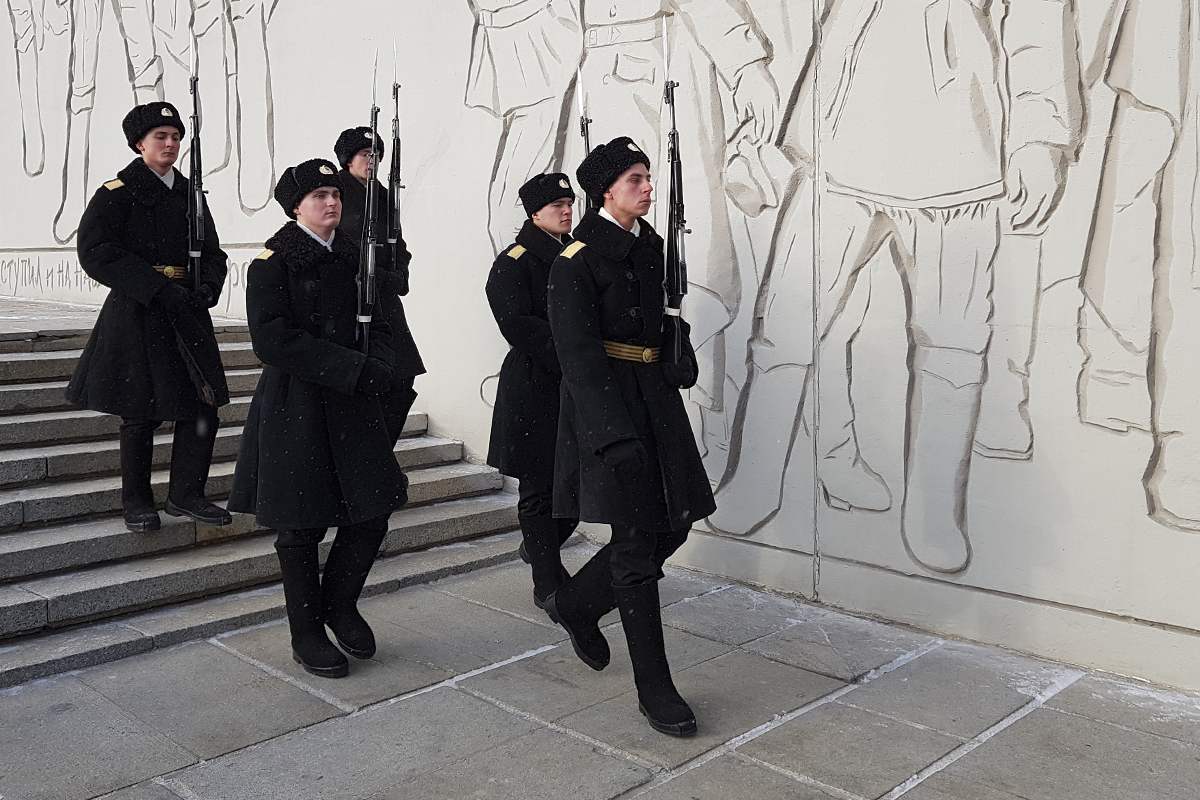

## 編制
- 師団司令部（カムイシン）
- 第33自動車化狙撃連隊
- 第242親衛自動車化狙撃連隊
- 第255自動車化狙撃連隊
- 第944親衛自走砲連隊
- 第358親衛高射ミサイル連隊
- 第487独立対戦車砲大隊

- 偵察大隊
- 工兵大隊
- 第454独立通信大隊
- 兵站大隊
- 衛生大隊
- 電子戦中隊
- NBC防護中隊
- 無人機中隊

## 出身者
- ゲンナジー・ジトコ
- ニコライ・オガルコフ
- ニコライ・ロゴシュキン
- ミハイル・カトゥコフ